# 上海市人民政府驻昆明办事处
上海市人民政府驻昆明办事处，简称上海驻昆办，是上海市人民政府派驻中国云贵地区的常设办事机构，归口上海市人民政府办公厅管理，是上海市加强同中国云贵地区之间政治、经济、科技交流协作的重要渠道，办事处下设秘书处与业务处两个职能部门，机关办公地点为昆明市圆通街北门街口。

## 历史沿革
1986年8月，为推动改革开放，与国内省市区进行经济合作，上海市委、市政府领导决定在国内主要城市设立办事处。为全面落实沪滇对口帮扶经济协作，1996年10月20日，正式设立上海市人民政府驻昆明办事处，时任上海市市长徐匡迪、云南省省长和志强出席了揭牌仪式，徐匡迪还亲笔题写「沪滇合作新篇章」七个字。

## 联系区域
目前，上海市人民政府驻昆明办事处负责联系云南省、贵州省，促进上海与上述地区的经济合作交流，推动上海与云贵地区在农业、科技、文化、教育、人才、旅游等领域的合作与交流，开展与对口支援地区结对帮困活动，发挥对驻地企业的服务指导作用。

## 组织结构

### 内设机构
- 秘书处
- 业务处